# Dusona sumptuosa
Dusona sumptuosa är en stekelart som först beskrevs av Cameron 1897.  Dusona sumptuosa ingår i släktet Dusona och familjen brokparasitsteklar. Inga underarter finns listade i Catalogue of Life.